# Brésil aux Jeux mondiaux de 2013
Cet article contient des informations sur la participation et les résultats du Brésil aux Jeux mondiaux de 2013 à Cali en Colombie.

## Médailles

### Or
| Sport              | Discipline            | Sportifs |
| Médailles d'or : 5 |                       | |
| Beach handball     | Hommes                | Équipe du Brésil de beach handball- Nailson Amaral (pt) - Thiago Barcellos - Bruno Carlos de Oliveira - Gil Pires (pt) - Danilo Eugenio - Thiago Gusmao - Wellington De Novais Alves Esteves - Jarison Pereira - Jaime Torres                    |
| Beach handball     | Femmes                | Équipe du Brésil de beach handball- Millena Dos Anjos Alencar - Jerusa Ferreira Dias - Cinthya Piquet - Camila Ramos de Souza - Priscilla Roberta Annes - Renata Santiago - Patrícia Scheppa (pt) - Darlene Silva Soares - Nathalie Souza Guedes |
| Gymnastique        | Trampoline Duplo-Mini | Bruno Martini (en) |
| Force athlétique   | Poids lourds - Femmes | Ana Castellain (en) |
| Roller artistique  | Individuel Hommes     | Marcel Sturmer (en) |

### Argent
| Sport                                     | Discipline               | Sportifs                        |
| Médailles d'argent : 3 (+1 démonstration) |                          |                                 |
| Karaté                                    | Kumite -60kg Homme       | Douglas Brose                   |
| Sumo                                      | -80kg Femmes             | Luciana Watanabe (pt)           |
| Sumo                                      | Open Femmes              | Janaína Silva (pt)              |
| Wushu (dem.)                              | Nanquan / Nangun - Homme | Marcelo Massayuki Hokama Yamada |

### Bronze
| Sport                  | Discipline            | Sportifs                              |
| Médaille de bronze : 1 |                       |                                       |
| Boules                 | Raffa - Double Femmes | Noeli Dalla Corte (pt) Ingrid Fuchter |